# جيمس براون سكوت
جيمس براون سكوت (بالإنجليزية: James Brown Scott)‏ هو محامي وصحفي أمريكي، ولد في 3 يونيو 1866، وتوفي في 25 يونيو 1943.

## وصلات خارجية
- جيمس براون سكوت على موقع الموسوعة البريطانية (الإنجليزية)